# Troy Murray
Pour les articles homonymes, voir Murray.
Troy Norman Murray (né le 31 juillet 1962 à Calgary, dans la province de l'Alberta au Canada) est un joueur professionnel retraité de hockey sur glace ayant évolué à la position de centre.

## Carrière
Après deux saisons passées avec les Saints de St. Albert de la Ligue de hockey junior de l'Alberta, Troy Murray se voit être réclamé par les Black Hawks de Chicago lors du troisième tour du repêchage de 1980 de la Ligue nationale de hockey. Il rejoint pour les deux saisons suivantes les Fighting Sioux de North Dakota, club universitaire s'alignant dans la Western Collegiate Hockey Association, division du championnat de la NCAA.
Agissant à titre de capitaine pour le Canada à l'occasion du championnat du monde junior de 1982 où il remporte la médaille d'or, il revient avec les Fighting Sioux avec qui il remporte le championnat de la NCAA puis il devient joueur professionnel en rejoignant les Black Hawks pour les séries éliminatoires.
La recrue connait des difficultés sur glace au cours de ses deux premières saisons dans la grande ligue en raison principalement à une vie personnelle mouvementé. Il est alors pris sous l'aile du vétéran gardien de but Tony Esposito et Murray retrouve graduellement sa touche de marqueur et inscrit à sa troisième saison 66 points en 80 rencontres. Puis il augmente cette marque à 99 points en 80 parties la saison suivante, mettant également la main sur le trophée Frank-J.-Selke remis par la LNH au meilleur attaquant ayant démontré le plus de compétence défensive.
Échangé aux Jets de Winnipeg à l'été 1991, il obtient rapidement le poste de capitaine de l'équipe mais malgré ce, son séjour avec les Jets est de courte durée alors que les Blackhawks le rapatrie dans la ville des vents. Il reste alors avec les Hawks une année avant de passer aux mains des Sénateurs d'Ottawa. En quinze rencontres avec ces derniers en 1993-1994, il est le seul joueur à compléter la saison avec une fiche Plus-moins (+/-) positive alors qu'il termine à +1.
Après avoir commencé la saison 1994-1995 avec les Sénateurs, ceux-ci l'envoient en compagnie de Norm Maciver aux Penguins de Pittsburgh en retour de Martin Straka. Devenant agent libre l'été suivante, il signe un contrat d'une saison avec l'Avalanche du Colorado avec qui il remporte la Coupe Stanley.
Murray dispute la saison 1996-1997 pour les Wolves de Chicago de la Ligue internationale de hockey avant de se retirer de la compétition. Il devient par la suite analyste à la télévision pour les Blackhawks.

## Statistiques

### Statistiques en club
| Saison     | Équipe                         | Ligue      |     | Saison régulière | Saison régulière | Saison régulière | Saison régulière | Saison régulière |    | Séries éliminatoires | Séries éliminatoires | Séries éliminatoires | Séries éliminatoires | Séries éliminatoires |
| Saison     | Équipe                         | Ligue      | PJ  | B                | A                | Pts              | Pun              | PJ               | B  | A                    | Pts                  | Pun                  |                      |                      |
| 1978-1979  | Saints de St. Albert           | LHJA       | 60  | 33               | 47               | 80               | 91               |                  |    |                      |                      |                      |                      |                      |
| 1979-1980  | Saints de St. Albert           | LHJA       | 60  | 53               | 47               | 100              | 101              |                  |    |                      |                      |                      |                      |                      |
| 1979-1980  | Broncos de Lethbridge          | LHOu       | 2   | 1                | 1                | 2                | 2                |                  |    |                      |                      |                      |                      |                      |
| 1980-1981  | Fighting Sioux de North Dakota | WCHA       | 38  | 33               | 45               | 78               | 28               |                  |    |                      |                      |                      |                      |                      |
| 1981-1982  | Fighting Sioux de North Dakota | WCHA       | 26  | 13               | 17               | 30               | 62               |                  |    |                      |                      |                      |                      |                      |
| 1981-1982  | Black Hawks de Chicago         | LNH        | 1   | 0                | 0                | 0                | 0                | 7                | 1  | 0                    | 1                    | 5                    |                      |                      |
| 1982-1983  | Black Hawks de Chicago         | LNH        | 54  | 8                | 8                | 16               | 27               | 2                | 0  | 0                    | 0                    | 0                    |                      |                      |
| 1983-1984  | Black Hawks de Chicago         | LNH        | 61  | 15               | 15               | 30               | 45               | 5                | 1  | 0                    | 1                    | 7                    |                      |                      |
| 1984-1985  | Black Hawks de Chicago         | LNH        | 80  | 26               | 40               | 66               | 82               | 15               | 5  | 14                   | 19                   | 24                   |                      |                      |
| 1985-1986  | Black Hawks de Chicago         | LNH        | 80  | 45               | 54               | 99               | 94               | 2                | 0  | 0                    | 0                    | 2                    |                      |                      |
| 1986-1987  | Blackhawks de Chicago          | LNH        | 77  | 28               | 43               | 71               | 59               | 4                | 0  | 0                    | 0                    | 5                    |                      |                      |
| 1987-1988  | Blackhawks de Chicago          | LNH        | 79  | 22               | 36               | 58               | 96               | 5                | 1  | 0                    | 1                    | 8                    |                      |                      |
| 1988-1989  | Blackhawks de Chicago          | LNH        | 79  | 21               | 30               | 51               | 113              | 16               | 3  | 6                    | 9                    | 25                   |                      |                      |
| 1989-1990  | Blackhawks de Chicago          | LNH        | 68  | 17               | 38               | 55               | 86               | 20               | 4  | 4                    | 8                    | 22                   |                      |                      |
| 1990-1991  | Blackhawks de Chicago          | LNH        | 75  | 14               | 23               | 37               | 74               | 6                | 0  | 1                    | 1                    | 12                   |                      |                      |
| 1991-1992  | Jets de Winnipeg               | LNH        | 74  | 17               | 30               | 47               | 69               | 7                | 0  | 0                    | 0                    | 2                    |                      |                      |
| 1992-1993  | Jets de Winnipeg               | LNH        | 29  | 3                | 4                | 7                | 34               |                  |    |                      |                      |                      |                      |                      |
| 1992-1993  | Blackhawks de Chicago          | LNH        | 22  | 1                | 3                | 4                | 25               | 4                | 0  | 0                    | 0                    | 2                    |                      |                      |
| 1993-1994  | Ice d'Indianapolis             | LIH        | 8   | 3                | 3                | 6                | 12               |                  |    |                      |                      |                      |                      |                      |
| 1993-1994  | Blackhawks de Chicago          | LNH        | 12  | 0                | 1                | 1                | 6                |                  |    |                      |                      |                      |                      |                      |
| 1993-1994  | Sénateurs d'Ottawa             | LNH        | 15  | 2                | 3                | 5                | 4                |                  |    |                      |                      |                      |                      |                      |
| 1994-1995  | Sénateurs d'Ottawa             | LNH        | 33  | 4                | 10               | 14               | 16               |                  |    |                      |                      |                      |                      |                      |
| 1994-1995  | Penguins de Pittsburgh         | LNH        | 13  | 0                | 2                | 2                | 23               | 12               | 2  | 1                    | 3                    | 12                   |                      |                      |
| 1995-1996  | Avalanche du Colorado          | LNH        | 63  | 7                | 14               | 21               | 22               | 8                | 0  | 0                    | 0                    | 19                   |                      |                      |
| 1996-1997  | Wolves de Chicago              | LIH        | 81  | 21               | 29               | 50               | 63               | 4                | 0  | 2                    | 2                    | 2                    |                      |                      |
| Totaux LNH | Totaux LNH                     | Totaux LNH | 915 | 230              | 354              | 584              | 875              | 113              | 17 | 26                   | 43                   | 145                  |                      |                      |

### Statistiques en équipe nationale
| Année | Équipe | Compétition                 |    | PJ | B | A | Pts | Pun           |  | Résultat |
| 1982  | Canada | Championnat du monde junior | 7  | 4  | 4 | 8 | 6   | Médaille d'or |  |          |
| 1987  | Canada | Championnat du monde        | 10 | 2  | 2 | 4 | 14  | 4e place      |  |          |

## Honneurs et trophées
- Western Collegiate Hockey Association
  - Nommé dans la deuxième équipe d'étoiles en 1981 et 1982.
- Championnat de la NCAA
  - Vainqueur du championnat avec les Fighting Sioux de North Dakota en 1982.
- Ligue nationale de hockey
  - Vainqueur du trophée Frank-J.-Selke remis au meilleur attaquant ayant démontré le plus de compétence défensive en 1986.

## Transactions en carrière
- Repêchage 1980 : réclamé par les Black Hawks de Chicago (3e choix de l'équipe, 57e au total).
- 22 juillet 1991 : échangé par les Blackhawks avec Warren Rychel aux Jets de Winnipeg en retour de Bryan Marchment et Chris Norton.
- 21 février 1993 : échangé par les Jets aux Blackhawks de Chicago en retour de Steve Bancroft et des compensations futures.
- 11 mars 1994 : échangé par les Blackhawks avec leur choix de onzième ronde au repêchage de 1994 (les Sénateurs sélectionnent avec ce choix Antti Törmänen) aux Sénateurs d'Ottawa en retour du choix de onzième ronde des Sénateurs au repêchage de 1994 (les Blackhawks sélectionnent avec ce choix Rob Mara).
- 7 avril 1995 : échangé par les Sénateurs avec Norm Maciver aux Penguins de Pittsburgh en retour de Martin Straka.
- 7 août 1995 : signe à titre d'agent libre avec l'Avalanche du Colorado.